# BiNe – Bisexuelles Netzwerk
BiNe – Bisexuelles Netzwerk e. V. ist die einzige Vereinigung von Gruppen und Einzelpersonen der bisexuellen Gemeinschaft im deutschen Sprachraum. Vereinssitz ist seit 2005 Frankfurt am Main, zuvor Potsdam. 2016 zählte sie etwa 150 Mitglieder. Der Verein ist gemeinnützig tätig.

## Entstehungsgeschichte
Seit Anfang der 1980er Jahre reflektieren bisexuelle Frauen und Männer in Deutschland ihre Lebensweise und vertreten sie selbstbewusst als eine mögliche Form von Sexualität.
Nach Gründung mehrerer lokaler Selbsthilfegruppen, Organisation erster überregionaler sogenannter „Bi-Treffen“ seit 1988 und einer bundesweiten Vernetzung Bisexueller mit Unterstützung durch die Deutsche AIDS-Hilfe e. V. erfolgte 1992 die Gründung von BiNe – Bisexuelles Netzwerk e. V.

## Wirken
BiNe e. V. leistet Aufklärungs- und Öffentlichkeitsarbeit zum Thema Bisexualität, unterstützt den Aufbau und Erhalt von Selbsthilfegruppen, kooperiert mit gesellschaftlich relevanten Gruppen und Initiativen und sammelt und verbreitet entsprechende Informationen.
Der Verein bietet Einzelberatung über ein Beratungstelefon. Eine Website bietet Bisexuellen inner- und außerhalb des Vereins aktuelle Informationen und zahlreiche Kontaktmöglichkeiten. Eine Gruppenliste verzeichnet lokale Bi-Gruppen und Ansprechpersonen in ganz Deutschland. Webforen machen den bisexuellen Diskurs einer breiteren Öffentlichkeit zugänglich. Die entstandene Online-Community reicht weit über die eigentlichen Vereinsgrenzen hinaus.
Jeweils im Frühjahr und im Herbst veranstaltet BiNe e. V. mehrtägige Bi-Treffen, die allen Interessierten offenstehen. Ziel ist es, für einige Tage im Jahr einen erklärungsfreien Raum zu schaffen, der im Wechsel von thematischen Workshops und gemeinsamer Freizeit unter Gleichgesinnten Selbsterfahrung fördert und die Identitätsfindung stärkt.

### Die ZeitschriftBiJou
Der Verein gibt seit 1994 BiJou, das bisexuelle Journal, heraus. Es richtet sich von Beginn an an alle Menschen, die sich für das Thema Bisexualität interessieren. Zeitweilig dient es dem Verein auch als Mitgliederzeitschrift. BiJou ist in ausgewählten Buchläden und auf Straßenfesten wie beim Christopher Street Day erhältlich. Sie ist auch über lokale dem Verein nahestehende Selbsthilfegruppen zu beziehen. Die Auflage beträgt aktuell 500 Exemplare, dazu kommen zwei Online-Versionen (ein PDF-Dokument und HTML).
Die Thematik, Art, Qualität und der Umfang der Artikel in der BiJou variiert stark. Die meisten Artikel beziehen sich natürlich direkt oder indirekt auf Bisexualität, aber auch verwandte Themen wie Polyamory, Homosexualität, Transgender, Intersexualität, BDSM, Sex an sich finden Platz. So wurde in einer jüngeren Ausgabe über Yaoi, Schwulen-Mangas von und für Frauen, sowie das Thema „Bisexualität und Kirche“ berichtet. Es werden ebenfalls Berichte und Fotos von den Mitgliedertreffen veröffentlicht.

## Internationale Zusammenarbeit
BiNe e. V. ist Mitglied bei der International Lesbian- and Gay-Association (ILGA) und ist eingebunden in ein sich herausbildendes Europäisches Netzwerk Bisexueller. Mit dem LNBi, einer nationalen Vereinigung von Bisexuellen in den Niederlanden, besteht eine Vereinbarung über gegenseitige Mitgliedschaft.
1996 ist der Verein Ausrichter des 4. Internationalen bisexuellen Symposium (IBIS) in Berlin mit dem Motto „The many faces of bisexuality – Vielfalt bisexueller Beziehungen“. Gäste sind u. a. Fritz Klein, Oswalt Kolle und Erwin J. Haeberle.
2001 Beteiligung an der 1. European Bisexual Conference (EBC1) in Rotterdam (Niederlande) mit dem Motto „Same preferences, different lifestyles“, u. a. mit Fritz Klein.
2003 Beteiligung an der 2. European Bisexual Conference (EBC2) in Dublin (Irland) mit dem Motto „Loving the difference“, u. a. mit Robyn Ochs.
2010 Teilnahme mit einer dreizehnköpfigen Delegation an der 10. International Bisexual Conference (IBC10) in London (Großbritannien), u. a. ebenfalls mit Robyn Ochs.